# 瑞穆什
瑞穆什（约公元前2278年—约公元前2270年在位），阿卡德国王。萨尔贡之子，尽管出现叛乱，他仍然统治着从西边叙利亚到东部伊朗的广阔领土。
他和哥哥玛尼什图苏的在位顺序尚不清楚，传统王表将他放置在玛尼什图苏之前，但乌尔第三王朝时期的早期王表将他放在玛尼什图苏之後。
他的統治並不穩定，蘇美發生多次動亂，有些城邦在平叛過程中失去了一半的人口，瑞穆什本人也在不久後被刺殺